# Expansionsventil (Dampfmaschine)
Ein Expansionsventil ist eine Vorrichtung im Steuerung von Dampfmaschinen, die den Wirkungsgrad der Maschine verbessert. Es schließt die Dampfzufuhr frühzeitig, bevor der Kolben seinen vollen Hub durchlaufen hat. Durch diese Unterbrechung kann sich der Dampf im Zylinder ausdehnen. Die Dampfdehnung reicht immer noch aus, um den Kolben anzutreiben, auch wenn sein Druck mit der Ausdehnung abnimmt. Da in der kürzeren Zeit, in der das Ventil geöffnet ist, weniger Dampf zugeführt wird, verringert sich durch den Einsatz des Expansionsventils der Dampfverbrauch und damit der Kraftstoffbedarf. Die Maschine kann (nach den Zahlen von 1875) zwei Drittel der Arbeit leisten, wenn sie nur ein Drittel des Dampfes benötigt.
Ein Expansionsventil ist ein Sekundärventil in einer Dampfmaschine. Es stellt eine Zwischenstufe zwischen den Dampfmaschinen mit nicht-expansiver Arbeitsweise und den späteren Ventiltrieben dar, die durch die Steuerung der Bewegung eines einzigen Ventils für Expansion sorgen konnten.
Expansionsventile wurden für Stationärmotoren und Schiffsmotoren verwendet. Für Lokomotiven wurden sie nicht verwendet, obwohl der Expansionsbetrieb durch den Einsatz der späteren variablen Expansionsventilgetriebe erreicht wurde.

## Notwendigkeit der variablen Expansion
Der Druck des entspannten Dampfes ist geringer als der des direkt aus dem Kessel zugeführten Dampfes. Eine Maschine, die mit einem auf frühzeitiges Abschalten eingestellten Expansionsventil arbeitet, hat daher eine geringere Leistung als bei voll geöffnetem Ventil. Dementsprechend muss die Maschine nun angetrieben werden, so dass das Ventil bei wechselnder Belastung der Maschine manuell verstellt wird. Ein leicht belasteter Motor kann mit einer frühen Abschaltung effizient betrieben werden, ein schwer belasteter Motor kann eine längere Abschaltung erfordern, was mit einem höheren Dampfverbrauch verbunden ist.
Als Richard Trevithick 1801 seine Maschine für ein Walzwerk in den Tredegar Iron Works lieferte, war die Maschine leistungsfähiger, wenn sie ohne Expansion betrieben wurde, und Samuel Homfray, der Eisenmeister, zog es vor, die zusätzliche Leistung trotz der potenziellen Einsparungen bei den Kohlekosten zu nutzen.

## Gridiron-Expansionsventile
Das Gridiron-Ventil war eine der ersten Formen von Expansionsventilen. Das Gitterventil besteht aus zwei Platten mit überlappenden Lamellen. Eine Platte kann sich so bewegen, dass ihre Lamellen entweder die Lamellen der anderen Platte oder die Schlitze zwischen ihnen überlappen und somit entweder offen oder geschlossen sind. Die Vorteile sind eine relativ große Öffnung (bis zur Hälfte der Gesamtfläche) und ein schnelles Öffnen, da sie nur um eine Lamellenbreite verschoben werden müssen, um von ganz offen auf ganz geschlossen zu wechseln. Ihr Nachteil ist, dass sie nicht besonders gut abdichten. Wegen des kurzen Betätigungsweges für ein Gitterrostventil wäre ihre Ventilsteuerung relativ ungenau, wenn sie mit einem Exzenter oder ähnlichem verwendet würden. Einige große Dampfmaschinen verwendeten sie später als Primärventile, entweder als Auslassventile für ND-Zylinder oder als Einlassventile in Verbindung mit Trip- oder Nockenventilen.
Bei der Verwendung von Gridiron-Ventilen als Sekundärventile wurden sie in der Regel auf der Einlassseite der Ventilkammer für das Primärschieberventil montiert. Sie wurden von einem separaten Ventiltrieb angetrieben, in der Regel von einem separaten Exzenter, der dem Hauptexzenter vorgeschaltet war. Im Betrieb bewegt der zusätzliche Vorlauf das Gitterschieberventil, um die Absperrung vor dem Hauptventil zu bewirken. Um die Expansion zu variieren, kann der Hub des Exzenterantriebs durch ein einstellbares Gestänge verändert werden. Wenn dieser Hub auf Null eingestellt ist, bleibt das Expansionsventil vollständig geöffnet und der Motor arbeitet ohne Expansion. Obwohl die Verwendung eines sekundären Gridiron-Ventils eine frühe Technik war, wurde sie auch mit immer ausgefeilteren Ventilen und Betätigungen während der gesamten Geschichte der stationären Motoren eingesetzt. McIntosh- und Seymour-Motoren verwendeten ein solches Ventil, das durch eine Nocken- und Kipphebelanordnung angetrieben wurde, die sich intermittierend bewegte und im geöffneten Zustand stillstand, was eine präzise Zeitsteuerung und eine unabhängige Einstellung jeder Ventilbewegung ermöglichte.
Gridiron-Ventile wurden auch auf der Rückseite von Schiebeventilen verwendet, ähnlich wie das Meyer-Ventil. Dies war ein Patent von John Turnbull aus Glasgow aus dem Jahr 1869.

## Meyer Expansionsventil
Das bekannteste Expansionsventil war das Meyer-Ventil, eine Erfindung des französischen Ingenieurs Jean-Jacques Meyer (1804–1877), der am 20. Oktober 1841 ein Patent anmeldete. Ein ähnliches Ventil wurde von James Morris patentiert. Ein zweiter Schieber sitzt auf der Rückseite eines angepassten Hauptschiebers und wird durch einen zusätzlichen Exzenter angetrieben. Beim Meyer-Ventil kann die effektive Länge des Expansionsventils mit einem Handrad bei laufendem Motor verändert werden. Das Ventil hat zwei Köpfe, die auf Links- und Rechtsgewinde an der Ventilstange des Handrads montiert sind, so dass durch Drehen des Rads die Köpfe entweder zusammen oder auseinander bewegt werden. Bei dieser Anordnung wird die Absperrung normalerweise manuell gesteuert. Eine automatische Steuerung wurde zwar versucht, war aber zu träge, um effektiv zu sein.
Die im Snibston Discovery Museum und in der Coleham Pumping Station ausgestellten Lokomotiven haben Meyer-Expansionsventile.

## Compound-Maschinen
Expansionsventile wurden auch in Verbunddampfmaschinen eingebaut. Beide Techniken sind ein Versuch, einen höheren Wirkungsgrad zu erzielen, auch wenn dies mit einem höheren Aufwand verbunden ist.
Üblicherweise wurden Expansionsventile nur im Hochdruckzylinder (HP) eingebaut. Der Dampf, der dem nachfolgenden Niederdruckzylinder zugeführt wird, ist bereits in die Maschine eingespeist worden, so dass es wenig Sinn macht, ihn zu sparen. Eine frühzeitige Unterbrechung der Dampfzufuhr zu einem ND-Zylinder kann auch eine Drosselung des Auspuffs des vorhergehenden HD-Zylinders und eine Verringerung des Wirkungsgrads dieses Zylinders bedeuten.
Spätere Verbundmühlenmotoren mit hochentwickelten Ventilgetrieben verfügten oft über ein komplexes Getriebe für den Hochdruckzylinder, während für den Niederdruckzylinder ein einfacheres traditionelles Schieberventil verwendet wurde. Es gab Beispiele mit vier verschiedenen Ventilsätzen: Einlassventile für den HD-Zylinder, Corliss-Auslassventile für den HD-Zylinder und ein ND-Schieberventil mit einem Meyer-Expansionsventil.

## Nachfolgende Ventiltypen
Bei den voll entwickelten Formen des schnelllaufenden Motors (ab etwa 1900) wurde die Expansion jedoch durch die Steuerung eines einzigen Ventils und nicht durch ein separates Expansionsventil geregelt. Dies führte zu weiteren komplexen Ventiltypen wie den Tellerventilen, die oft durch Nocken- statt durch Gestängeventile angetrieben wurden.
Der zunehmende Einsatz von Überhitzung förderte den Ersatz von Schieberventilen durch Kolbenventile, da diese bei den höheren Betriebstemperaturen leichter zu schmieren waren. Außerdem machten sie die Verwendung von Sekundärventilen wie dem Meyer-Ventil, die auf der Rückseite der Primärventile laufen, unpraktisch. Die wahrscheinlich letzte Neukonstruktion, bei der ein Sekundärventil als Expansionsventil verwendet wurde, war die Midland Railway Paget-Lokomotive, bei der Bronzehülsen als Expansionsventile um die gusseisernen Drehventile eingesetzt wurden. Diese Konstruktion war aufgrund mechanischer Probleme mit der unterschiedlichen Wärmeausdehnung der beiden Ventilmaterialien nicht erfolgreich.